# Steenhouwersmerk

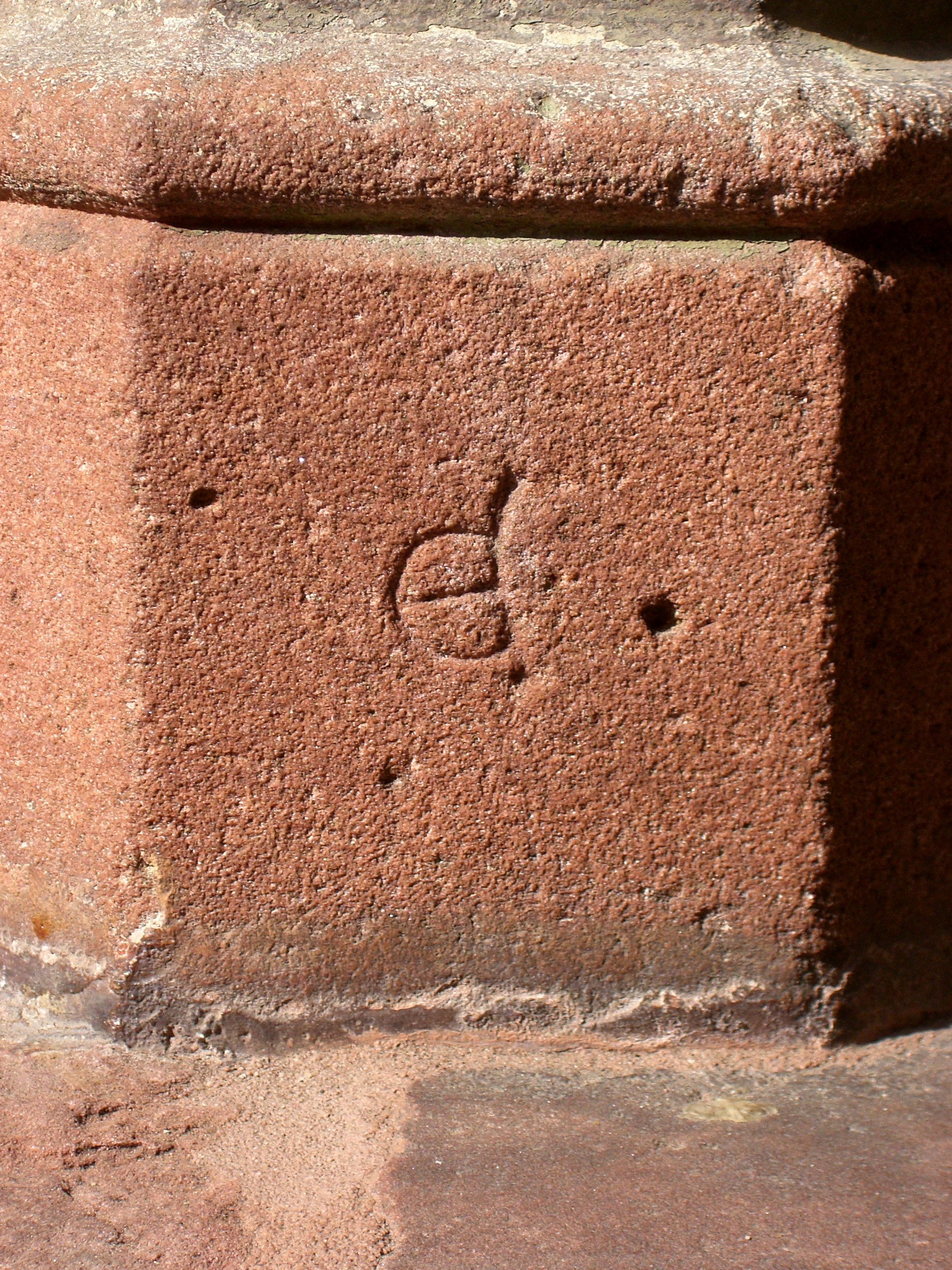
Steenhouwersmerk aan de kathedraal van Freiburg

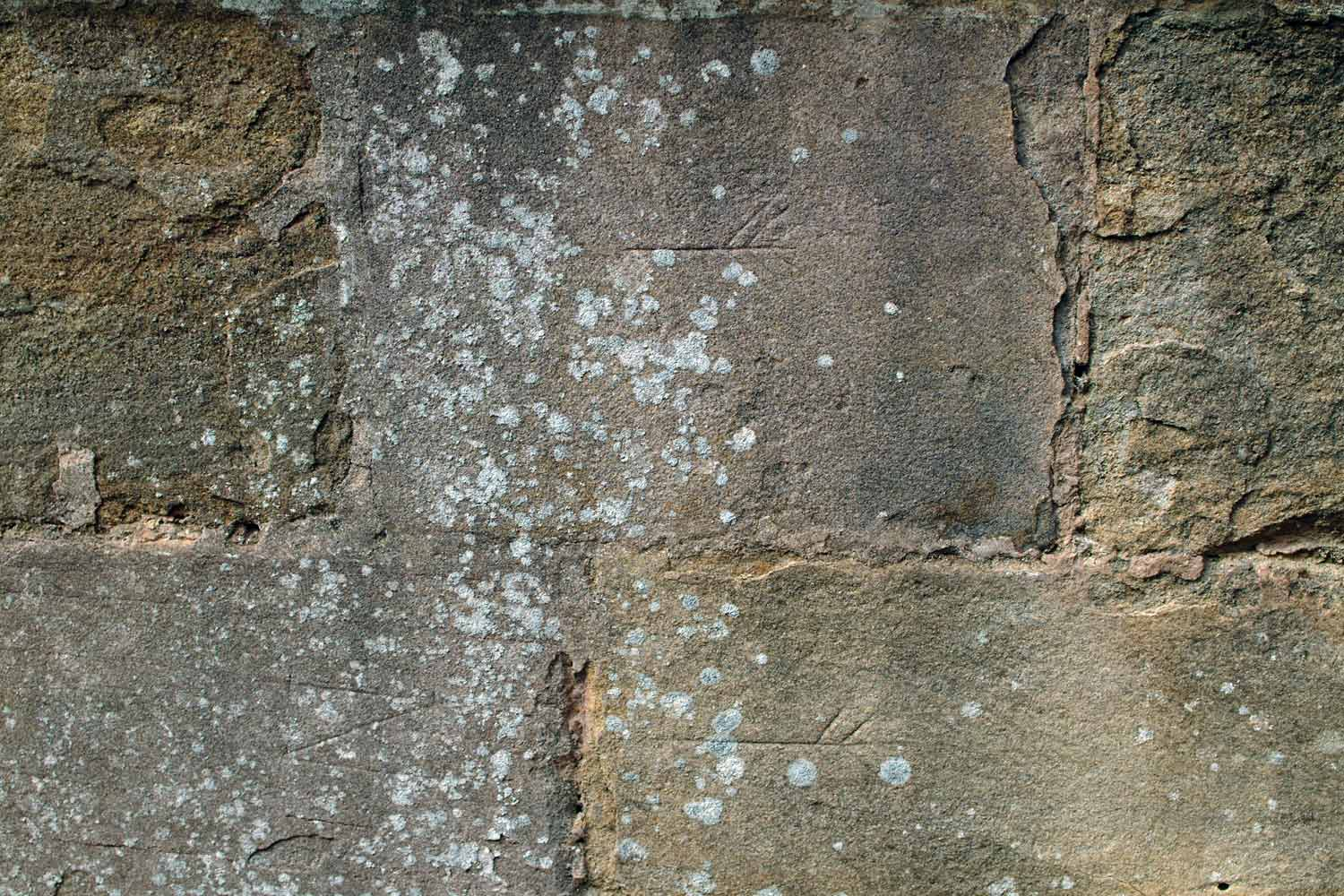
Steenhouwersmerken in Yorkshire

Een steenhouwersmerk is een merkteken dat de steenhouwer aanbracht op zijn werkstuk na voltooiing. Het werd gebruikt om de productie bij te houden (veel werk gebeurde op stukloon) en voor de kwaliteitscontrole. 
Een merk kan door één eigenaar in verschillende afmetingen, in spiegelbeeld of met moeilijk te onderscheiden afwijkingen zijn aangebracht.
In natuursteen kan men naast steenhouwersmerken ook groevemerken  en plaatsmerken onderscheiden. De eerste groep geeft aan waar de steen vandaan komt, de tweede groep geeft aan waar de steen in het bouwwerk moet komen.
Meestal werden steenhouwers die voor een groot project werkten per werkstuk betaald. Om deze werkstukken te identificeren merkte iedere steenhouwer zijn stuk met zijn eigen teken. Veel parementblokken werden door de steenhouwer met dezelfde vlakke beitel gesigneerd als waarmee hij het blok had gehouwen, vandaar dat veel steenhouwersmerken uit eenvoudige rechte lijnen zijn opgebouwd. Aan deze steenhouwersmerken is de geschiedenis van een gebouw vaak af te lezen, omdat er over veel steenhouwersmerken documentatie bestaat. De merken waren ook een middel om de kwaliteitscontrole te vergemakkelijken.

## Geschiedenis
In de Oudheid werden door steenhouwers op bewerkte blokken natuursteen reeds tekens aangebracht. Op Egyptische bouwwerken uit de 22ste eeuw voor Christus zijn dergelijke tekens gevonden. Ook op Perzische, Griekse, Romeinse en Byzantijnse bouwwerken komen merken voor.
De eerste steenhouwersmerken, die in West- en Midden-Europa bekend zijn, dateren uit de 12e eeuw. De oudste hebben de vorm van werktuigen, letters en symbolen. Later evolueerde het merk naar een steeds ingewikkelder samenstel van rechte en soms ook kromme lijnen. Onder invloed van de renaissance kregen de einden van de lijnen schreven.
In de Middeleeuwen was er veel vraag naar goede steenhouwers en ontstonden er binnen het steenhouwersgilde drie rangen: de leerling, de gezel en de meester. De leerling werkte voor de meester als betaling voor zijn opleiding, de gezel werd betaald en had gevorderde vaardigheden. De meester-steenhouwers ten slotte waren de mensen die het vak volledig machtig waren. Niet alleen konden zij alle werken uitvoeren, maar zij beheersten ook diverse aspecten van vormgeving en ontwerpen.
Het steenhouwersmerk werd door de gilden geregistreerd, om bij te houden welke steenhouwers bij het gilde ingeschreven stonden en derhalve vergunning hadden om in de desbetreffende plaats te werken.

## Vorm
In de rond 1160 gebouwde crypte van de Dom van Trier komen vele steenhouwersmerken voor, meestal van een eenvoudige vorm: driehoek, pentagram, kruis, hakenkruis, letters als  A, E, M, N (of Z), een pijl, pijlen-boog en vis.
Andere 12e-eeuwse merken hebben vormen van gereedschappen als steenhouwershamer, metseltroffel, vlecht en spitsvlecht, winkelhaak, van letters en andere eenvoudige figuren
Er zijn voorbeelden bekend van steenhouwersmerken die werden geplaatst in een kader,  in de vorm van een wapenschild. Dit fenomeen is vrij zeldzaam binnen de veel grotere groep van 'normale' steenhouwersmerken, waaronder zowel gezellen als meesters zullen voorkomen. Zij die zich op een bijzondere wijze wilden manifesteren, plaatsten hun merk op een wapenschild. Het waren geen 'adellijke' steenhouwers, maar vermoedelijk leidinggevende meesters die aan hun signatuur een bijzonder cachet wilden verlenen. Ze worden meestertekens genoemd.

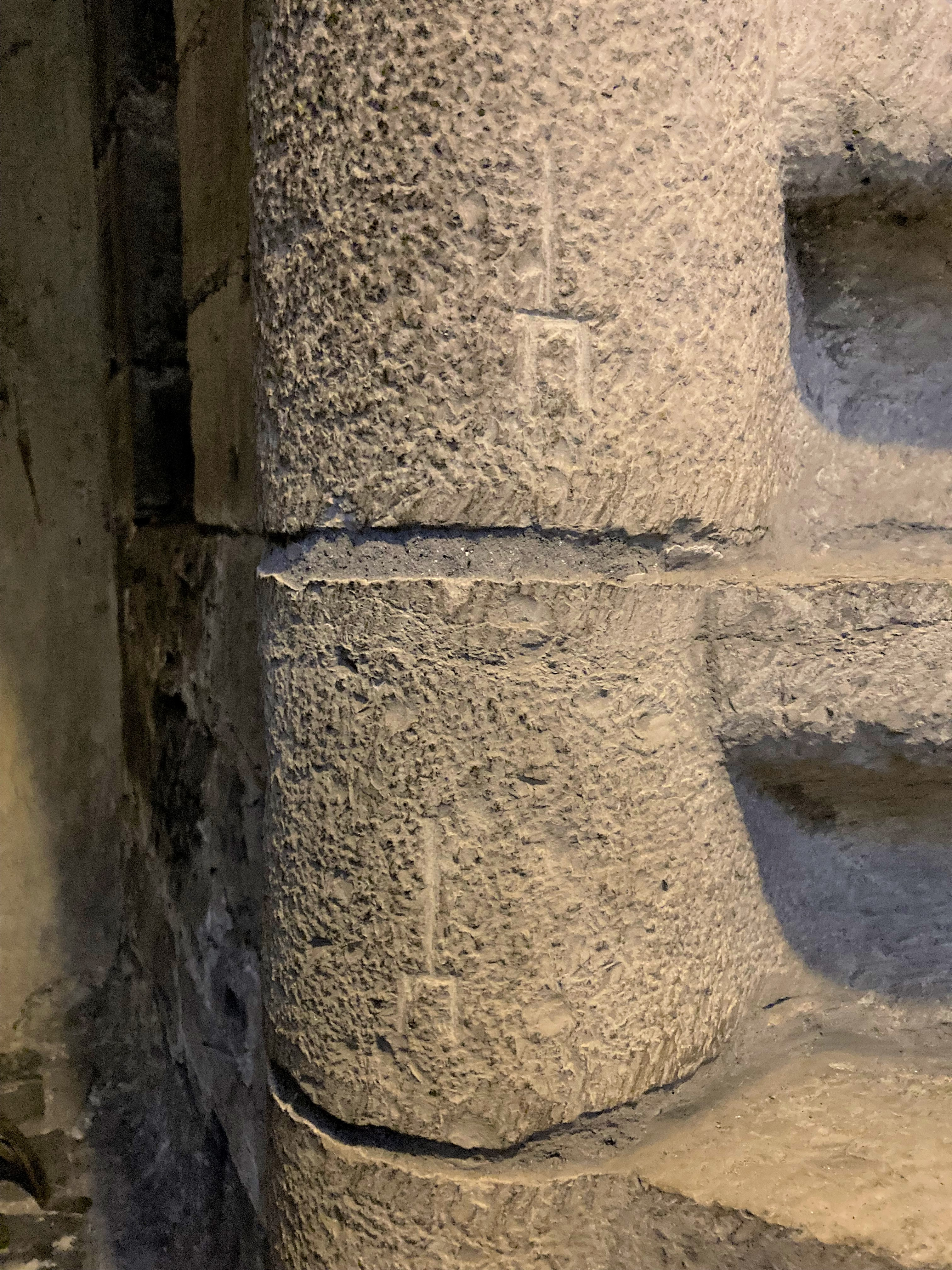
Steenhouwersmerken in de Sint-Jakobskerk in Luik

## Grootte en richting
Voor dezelfde steenhouwer kan de grootte variëren van 1,5 tot 7 cm. De grootte hetzelfde merk, dat op onderdelen op meer plaatsen in een gebouw werd aangebracht, kan soms aanmerkelijk verschillen. Ook de richting van de 'takken' van een merk kan verschillen, evenals de verhouding van de onderdelen van het merk.

## Plaatsing
Doorgaans bevindt een merk zich op een in het zicht blijvend vlak van een blok natuursteen. Er is maar één steenhouwersmerk per blok aangebracht. 
In sommige gevallen werden de merken op de voegvlakken van de werkstukken aangebracht en waren dus na inmetselen niet meer zichtbaar. De plaats van het merk werd in sommige gevallen voorgeschreven, zoals in de loods van het stadhuis van Gent. De werkregeling van 1528 bepaalde:
"Item, voort zo sal elc ghehouden zijn zyn merc te stellene up dupperste beghinsel van zynen steene..."
Ook in de Sint-Niklaaskerk te Gent zijn de merken in het 13e- eeuwse deel boven op de blokken geplaatst. 
In andere gevallen (bvb. het stadhuis van Delft) werd het merk op de achterzijde, dus op een ruw bewerkte kant van het blok aangebracht.

## Aantallen
In Nederland zijn in in totaal ruim 1100 verschillende steenhouwersmerken aangetroffen. Het is gebleken dat meer dan 100 merken aan meer dan één gebouw voorkomen. Er blijken steenhouwers geweest te zijn, die aan vijf of meer gebouwen hun krachten hebben gegeven! 
In de Dom van Utrecht werden 111 merken genoteerd in 1991
In de toren van de Oldehove te Leeuwarden (gebouwd van 1529 tot 1535)  zijn 34 verschillende steenhouwersmerken aangetroffen.
Voor de bouwwerken van Engelram III  aan het kasteel van Coucy werd -  op basis van steenhouwersmerken - geschat dat hij hiervoor circa 800 steenhouwers in dienst had.

## Regionale verschillen en gebruiken
Op bepaalde steensoorten zijn veelvuldig merken aangebracht, op anderen vrijwel nooit:
- In witte arduin (de Gobertanger en Lediaanse steen) vindt men vrijwel nooit merken.
- In de Naamse steen staan ook vrijwel nooit steenhouwersmerken
- In de blauwe arduin (uit de omgeving van Ecaussinnes in Henegouwen) treft men sedert het einde van de 15e eeuw de merken aan van de 'uitbaters' van de groeven, niet van de individuele steenhouwers.
- Doornikse steen vertoont wel veel steenhouwersmerken, evenals Bentheimer zandsteen.

## Voorbeelden
- Op een 13e-eeuws kapiteel in de viering van de Martinikerk in Groningen, is in hoogreliëf de letter A aangebracht (zie foto).
- Op het stadhuis van Franeker (1591-‘94) staan zeven merken in hoogreliëf.

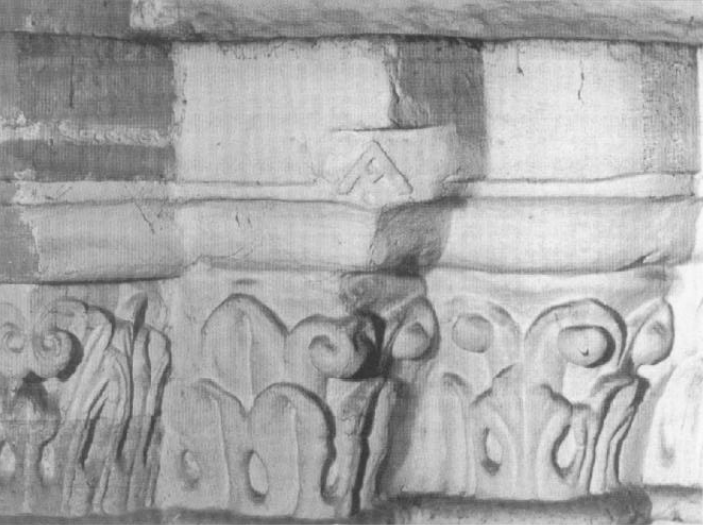
Een A in hoogreliëf in de Martinikerk van Groningen

## Verder lezen
- J.-L. van Belle, Dictionnaire des signes lapidaires. Belgique et Nord de France, 1984
- Therese Martin, Reading the walls : Mason's marks and the archaeology of architecture at San Isidoro, León, University of Arizona, 2005